# Santuario de fauna y flora Acandí, Playón y Playona
El Santuario de Fauna y Flora Acandí, Playón y Playona se encuentra ubicado en la Región del Caribe en Colombia. Su superficie hace parte del departamento del Chocó.

## Descripción

### Ubicación
Ubicado en el Golfo del Darién, en el municipio de Acandí del departamento del Chocó.

### Hidrografía
Se encuentra cerca al río Tolo, al humedal de Playona, y a la desembocadura de la cuenca del río Rionegrito.

### Fauna
Se encuentran las tortugas Carey (Eretmochelys imbricata) y Laúd (Dermochelys coriacea). Peces como la sierra(Scomberomorus regalis), el bonito y la cojinúa, el róbalo(Centropomus undecimalis) y el barbudo, así como diferentes especies de camarón.

### Flora
Al ser un área marina y costera no tiene presencia abundante de flora pero se encuentran especies de las familias de las bombacaceae, mimosaceae, fabaceae, solanaceae, myrtaceae, bignoniaceae, piperaceae, entre otras en menor densidad.